# Batrachornis
Batrachornis is een geslacht van rechtvleugeligen uit de familie Pamphagidae. De wetenschappelijke naam van dit geslacht is voor het eerst geldig gepubliceerd in 1884 door Saussure.

## Soorten
Het geslacht Batrachornis omvat de volgende soorten:
- Batrachornis hottentotus Saussure, 1884
- Batrachornis namaquensis Saussure, 1888
- Batrachornis peringueyi Saussure, 1888
- Batrachornis perloides Saussure, 1884